# Baumanskaja
Baumanskaja (ryska: Бауманская) är en tunnelbanestation på Arbatsko–Pokrovskaja-linjen i Moskvas tunnelbana. 
Stationen är uppkallad efter revolutionären Nikolai Bauman. Designen är i Art déco-stil med vita marmorpyloner med rundade hörn och utskjutande, räfflade pelare klädda med röda keramiska plattor och dekorativa ventilationsgaller. I utrymmet mellan varje uppsättning pelare finns bronsskulpturer av V.A. Andrejev som föreställer ryska soldater och arbetare på hemmafronten under andra världskriget. Vid slutet av plattformen finns ett mosaikporträtt av Vladimir Lenin. 
Baumanskaja har ett stort antal resenärer, mycket på grund av att Moskvas statliga tekniska universitet, ett av de största Moskvainstituten, ligger i närheten.